# Makovskoje
Makovskoje (rusky Маковское) je jezero na západě Evenckého rajónu v Krasnojarském kraji v Rusku. Má rozlohu 163 km².

## Poloha
Leží východně od okraje Západosibiřská rovina. Pobřeží je slabě členité. Uprostřed jezera je velký ostrov.

## Vodní režim
Zdroj vody je sněhový a dešťový. Z jezera odtéká řeka Makovskaja, která ústí do řeky Turuchan (povodí Jeniseje).